# Margaret Faul
Margaret M. Faul es una química y ejecutiva irlandesa-estadounidense ganadora de múltiples premios por innovaciones en química. 

## Biografía
Faul recibió sus títulos universitarios en el University College de Dublín antes de iniciar estudios de doctorado con el profesor David A. Evans en Harvard.  Sus estudios se centraron principalmente en las reacciones de transferencia de nitreno catalizadas por metal para producir aziridinas, precursores de nitrógeno filtrados valorados como intermedios farmacéuticos. Introdujo múltiples innovaciones en esta química, incluido el uso de catalizadores de cobre (I) quiral para producir aziridinas enriquecidas enantioméricamente, y el uso de una variedad de diferentes fuentes de nitreno para la transferencia. 

## Investigación
Faul se unió al grupo de química de procesos en Eli Lilly en 1993, y al grupo de procesos de Amgen en 2003, llegando finalmente a ser su Directora Ejecutiva.  De acuerdo con un biosketch en Organic Syntheses, Faul tiene experiencia en la ampliación del Proceso de Buena Fabricación de terapias tanto químicas como biológicas, y coordina grupos de socios externos a través de licencias, asuntos regulatorios y problemas de desarrollo de programas.  Atribuye gran parte del éxito de Amgen en esta área a la adopción temprana de nuevas tecnologías, como la purificación supercrítica de dióxido de carbono y la cromatografía líquida de rendimiento ultra alto (uPLC).

## Trabajo voluntario
Es miembro del Consejo Editorial de la revista Thieme Science of Synthesis.  Se ha desempeñado como Presidenta del Consorcio de Tecnologías Habilitantes.

## Premios y honores
- 2019 - Premio inaugural Margaret M. Faul Women in Chemistry, Thieme Publishers[8]
- 2018 - Premio Earl B. Barnes para Gestión de Investigación Química, ACS[9]
- 2017 - Aceptó el premio Presidential Green Chemistry Challenge en nombre de Amgen Process[10]
- 1986 - Hugh Ryan Memorial Medal, UCD